# Chuck Sample
Charles E. Sample (* 5. Januar 1920 in Green Bay, Wisconsin; † 15. Mai 2001 in Appleton, Wisconsin) war ein US-amerikanischer American-Football-Spieler. Er spielte College Football an der University of Toledo und 1942 und 1945 als Fullback für die Green Bay Packers in der National Football League (NFL). Er erzielte als erster Spieler in den ersten fünf Spielen seiner NFL-Karriere mindestens einen Touchdown pro Spiel. Bevor er in der NFL spielte, verbrachte er die Saison 1941 beim Minor-League-Team Long Island Indians.